# ミリオレ
ミリオレ（朝: 밀리오레、伊: Migliore）は、大韓民国のファッション専門のデパートメントチェーンストアである。

## 概要

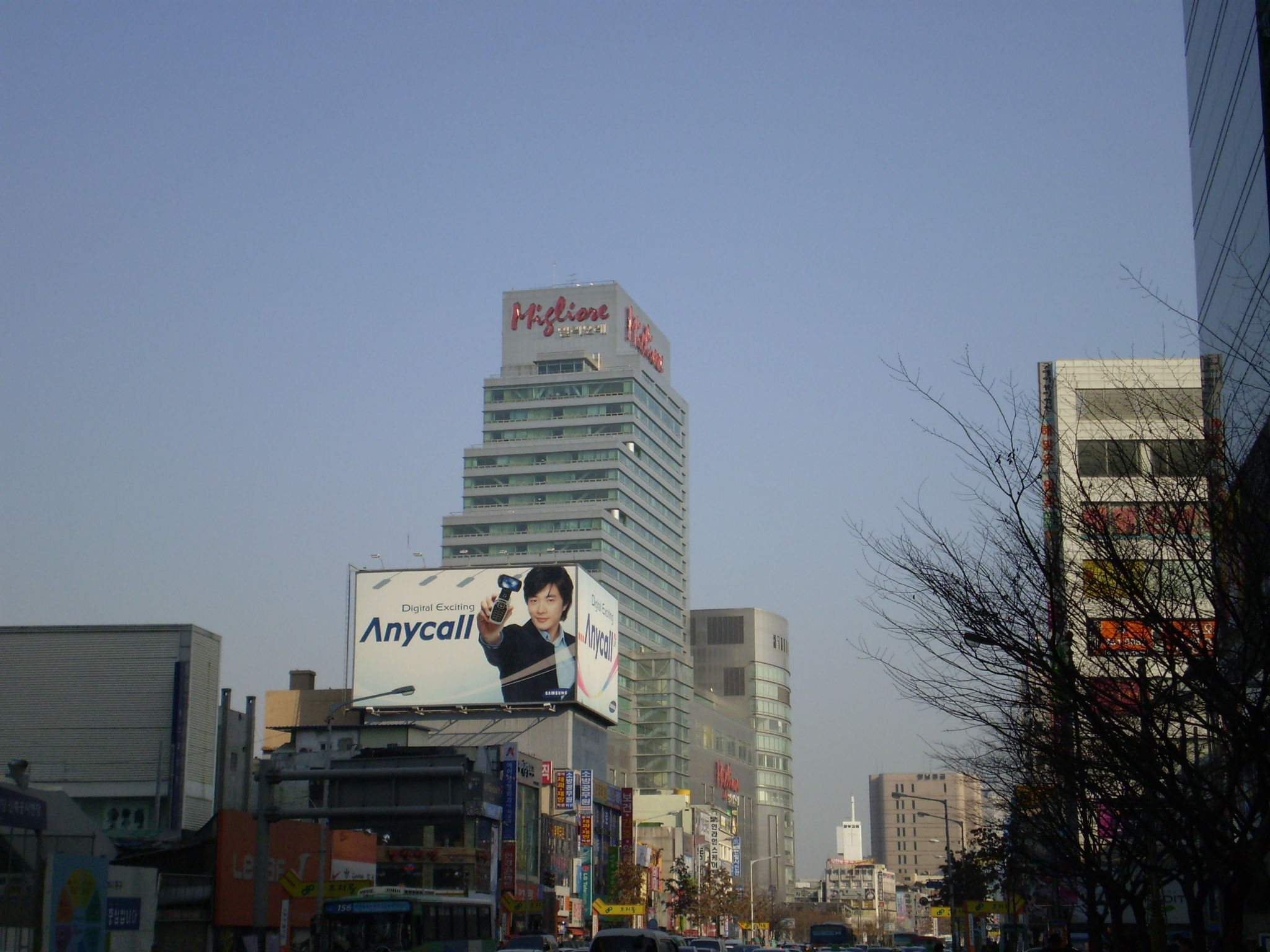
大邱ミリオレ (2007年1月)

ミリオレはファッションを専門的に取り扱うデパートメントストアで、衣料品、皮革製品のほか様々なファッション雑貨を販売している。女性向けだけではなく、男性や子供向けの商品も扱っている。名称は、イタリア語の「ミッリョーレ（Migliore ）」に由来しており、「より良い」という意味である。キャッチコピーは「頭の先からつま先まで・・・ミリオレ（머리 끝에서 발 끝까지 밀리오레）」。
ミリオレは、1967年8月、ユニオン物産株式会社（유니온물산）として創立した。1998年、「ミリオレ」に改称し、ソウル特別市東大門に「ミリオレ東大門」を開店した。2000年には韓国を代表する繁華街明洞と韓国第二の都市釜山に出店、2001年には光州、水原及び大邱にも店舗を開き、全国的な店舗網を築いた。国外にも展開しており、台湾の台北市にも出店した。しかし、SPAブランドの台頭、商圏の変化や電子商取引の急拡大により、後年、明洞、東大門以外の店舗は外部に売却され閉店している。
現存する店舗も、フロアの大部分はホテルに改装され、ミリオレ明洞は一部フロアを除き、日系ホテルチェーンソラーレ ホテルズ アンド リゾーツによる「ロワジールホテルソウル明洞」にリモデリングし（2020年閉店、現在ミリオレホテル）、ミリオレ東大門も上層階に自社ブランド「ホテルミリオレ」をオープンさせた。
同社の店舗は、同時期に開業した他のファッション専門ビルと同様、複数の所有者が持ち分を保有する区分所有建物となっているため、区分所有者全員の同意が必要となるため、長らくフロアの大半が空き店舗の状態が続いていたが、2024年に大手ドラッグストアチェーンが入店した。